# Monte Ilice
Il monte Ilice è un cono vulcanico inattivo, un cratere avventizio posto sul versante sud-orientale dell'Etna, compreso nel territorio dei comuni di Trecastagni e Zafferana Etnea (CT).

## Descrizione
Si eleva fino ad una altezza di 908 m s.l.m. e presenta, nella parte sommitale, una depressione centrale, residuata dall'antica attività vulcanica del cratere.

## Origine
Secondo alcuni antichi scritti il cono eruttivo si sarebbe formato a seguito dell'attività vulcanica iniziata intorno al 1030 d.C., secondo alcuni antichi scritti invece si formò nel 1392, dalla quale fuoriuscì una colata lavica che percorse circa dieci chilometri, per riversarsi infine in mare nei pressi di Stazzo.

## Etimologia
Il suo nome deriva dal leccio (Quercus Ilex), che in Siciliano è chiamato ìlici, che abbonda nel territorio del monte.

## Ubicazione
Il rilievo è compreso all'interno del Parco regionale dell'Etna, e precisamente nella zona B. Il versante orientale è prevalentemente coltivato a vigne e frutteti, mentre quello occidentale è caratterizzato dalla presenza di boschi di leccio e di castagno.
Ai piedi del monte si trovano l'abitato di Fleri, frazione di Zafferana Etnea (CT) e la contrada Poggiofelice (già Malopasso).

## Riferimenti letterari
(Giovanni Verga, Storia di una capinera)
Il monte Ilice è più volte citato in Storia di una capinera, romanzo di Giovanni Verga scritto a Firenze nel 1869. In quest'opera la protagonista Maria lascia Catania insieme ai familiari per sfuggire ad un'epidemia di colera e si rifugia nella villa padronale di famiglia sul monte Ilice.

## Galleria d'immagini

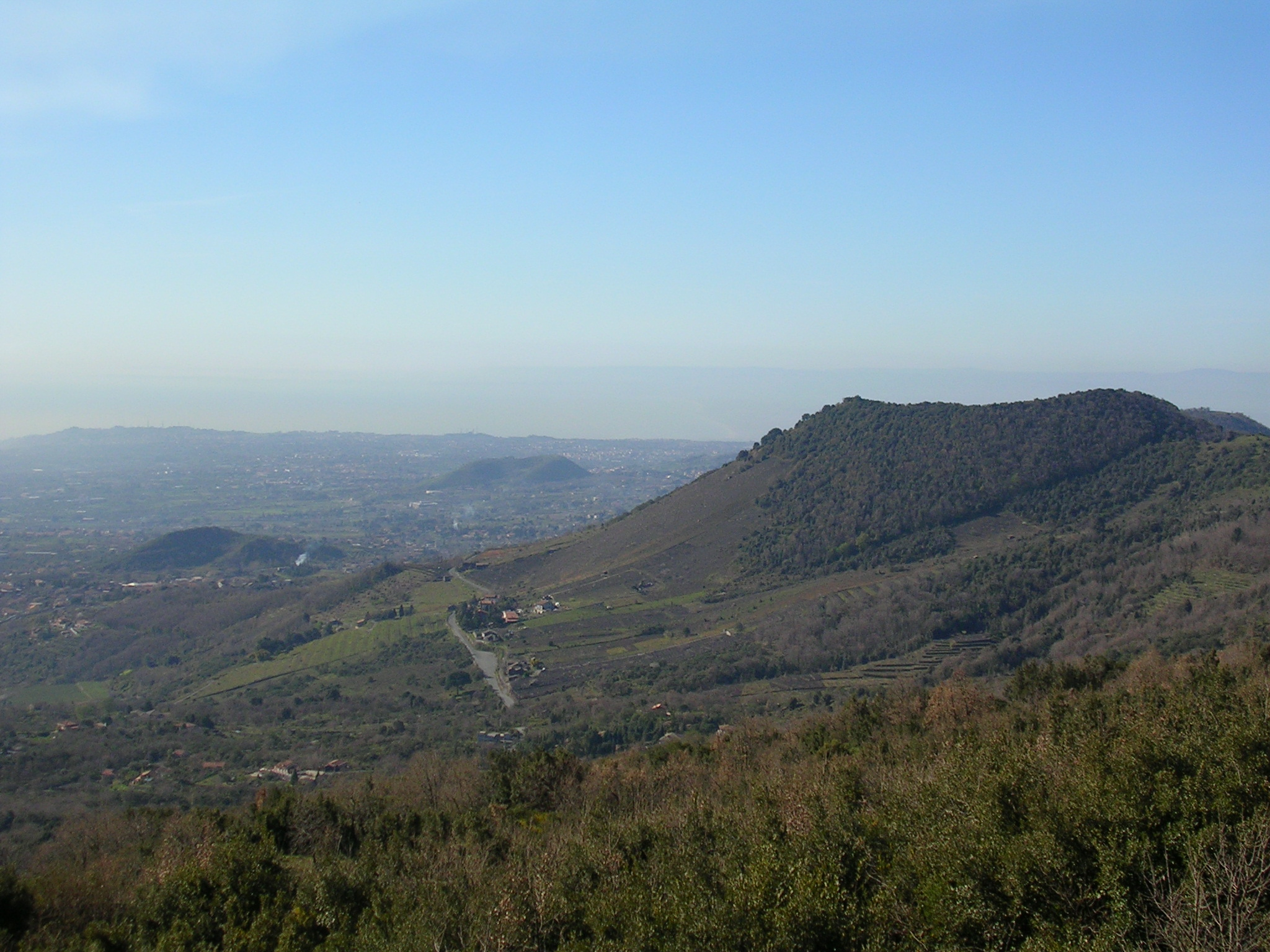
Monte Ilice visto da nord. Sullo sfondo, a sinistra Monte Rosso e monte Serra e a destra un pezzo di monte Gorna.
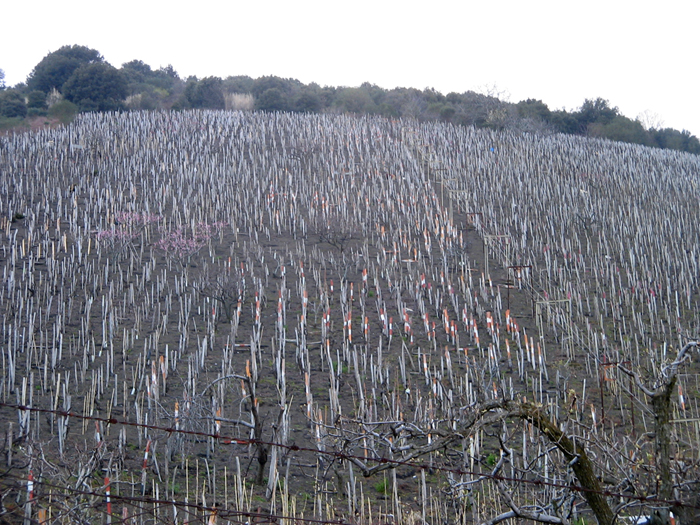
Il vigneto dell'azienda Cantine di Nessuno sul quale si pratica viticoltura eroica, sulle pareti del monte Ilice con una pendenza superiore al 60% e alberelli storici di nerello mascalese e carricante.
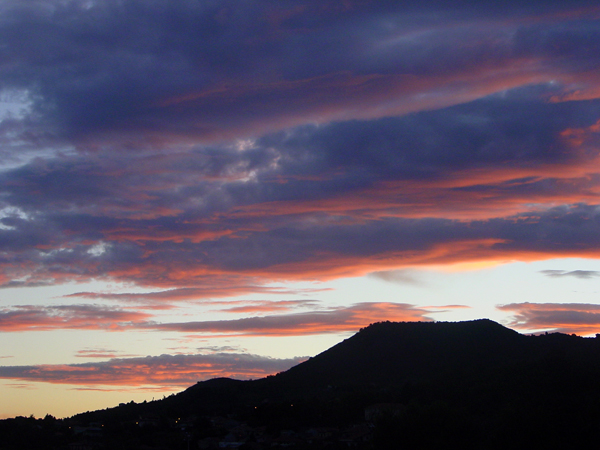
Monte Ilice al tramonto.